# Core Audio Format
Core Audio Format — формат файла-контейнера для аудио, разработанный Apple Inc. для использования в рамках аудиофреймворка Core Audio. 

## Описание
Core Audio Format предназначен для преодоления ограничений более старых цифровых аудиоформатов, включая AIFF и WAV. В отличие от старых форматов, он не ограничен размером файла 4 Гигабайта. 
Совместим с Mac OS X 10.4 и выше; Mac OS X 10.3 требует установки QuickTime 7.
Формат был разработан как нейтральный по отношению к содержимому. Файл CAF может содержать в себе звуковые данные, представленные в форатах MP3, AAC, Apple loseless. Также, разработчики могут поместить в контейнер звуковую информацию в собственном формате.

## Использование
GarageBand, Soundtrack Pro, и Logic Studio используют формат .caf для своей библиотеки циклов и звуковых эффектов, особенно для объёмного звука, сжатого с помощью кодека Apple Lossless (ALAC).
Одним из первых производителей, использующих этот формат .caf для записи, является Novatron с музыкальными серверными устройствами CocktailAudio.